# Kamatamare Sanuki
Kamatamare Sanuki (カマタマーレ讃岐 Kamatamāre Sanuki?) es un equipo de fútbol de Japón que juega en la J3 League, la tercera división de fútbol del país. Representa a la prefectura de Kagawa, al norte de la región de Shikoku.

## Historia
El equipo se fundó en 1956 por iniciativa de un grupo de estudiantes del Instituto Comercial de Takamatsu, y durante décadas compitió en las categorías amateur de la región de Shikoku. En los años 1990, bajo el nombre de Kagawa Shiun F. C., llegó incluso a proclamarse campeón de la liga regional en 1994 y 1997.
En octubre de 2005, el equipo pasó a llamarse «Kamatamare Sanuki» y sus propietarios armaron un proyecto con vistas a competir en la liga profesional japonesa. Después de dominar la competición regional durante cinco temporadas, en 2010 se proclamó campeón de la liga de Shikoku y de la Copa Nacional Amateur, logrando además el ascenso a la Japan Football League.
En diciembre de 2013 ascendió a categoría profesional tras haber vencido en la promoción al Gainare Tottori. Su debut en la temporada 2014 le deparó un penúltimo lugar, pero consiguió salvarse gracias a que derrotaron en la promoción al Nagano Parceiro. La entidad pudo mantenerse durante cinco ediciones, siempre luchando por la permanencia, hasta que en 2018 descendió a la nueva J3 League como último clasificado.
Actualmente, el Kamatamare compite en la tercera división profesional. En todo este tiempo ha desarrollado una rivalidad regional con el Tokushima Vortis y el Ehime F. C.

## Palmarés
- Liga Regional de Shikoku (5): 1994, 1997, 2006, 2008, 2010
- Liga Japonesa de Ascenso (1): 2010
- Copa Nacional Amateur Japonesa (1): 2010